# Oscar (football)
Pour les articles homonymes, voir Oscar.
Pour le footballeur né en 1954, voir Oscar (football, 1954).
Oscar dos Santos Emboaba Júnior, surnommé Oscar, né le 9 septembre 1991 à Americana (Brésil), est un footballeur international brésilien qui évolue au poste de milieu au São Paulo FC.

## Biographie

### Formation et découverte en pro au São Paulo FC
Oscar commence le football au club de l'Uniao Barbarense et impressionne rapidement par son talent, dribblant tout le terrain sans difficultés et possédant une qualité de frappe impressionnante. Il est annoncé comme l'un des plus grands joueurs de son époque malgré son jeune âge. Il doit choisir entre São Paulo, Santos, le FC Barcelone ou encore l'Inter de Milan. Il choisit le São Paulo FC à 13 ans en 2004. Il fait ensuite ses débuts professionnels en 2009. Finalement, il effectue 11 apparitions dans l'équipe professionnelle en championnat, alors qu'il est seulement âgé de 17 ans.

### SC International (2010-2012)
Oscar rejoint le SC Internacional après un conflit avec le club de São Paulo FC : l'agent d'Oscar a prétexté que le contrat de son joueur avec le club pauliste était résilié pour cause de salaires impayés, tandis que le club a intenté un recours pour empêcher le transfert. Finalement, un accord entre les deux clubs intervient. Il passe deux saisons au club au cours desquelles il s'impose comme un des meilleurs joueurs de l'équipe.

### Chelsea FC (2012-2016)

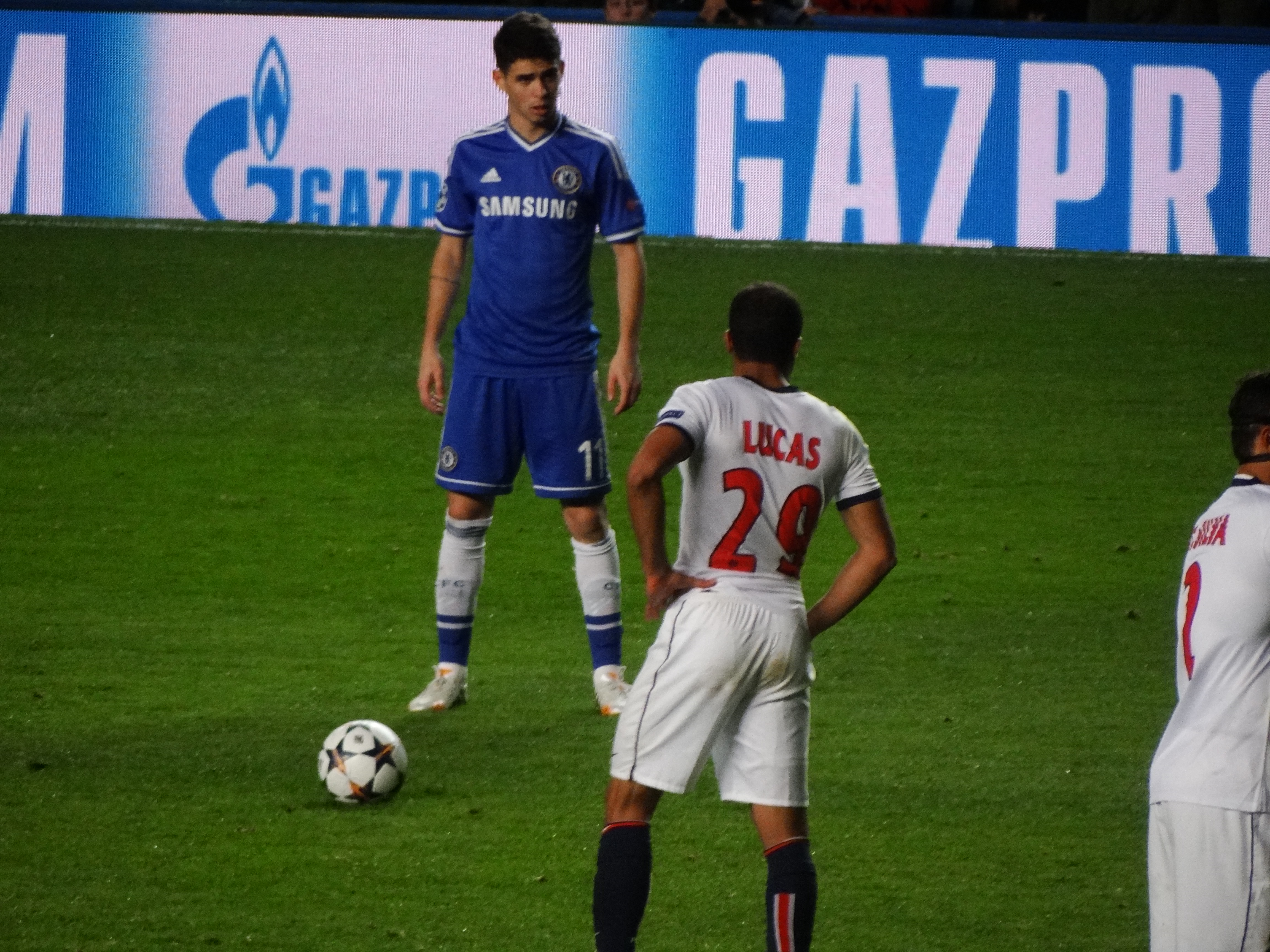
Oscar sous le maillot du Chelsea FC lors d'un match face au Paris Saint-Germain.

Le 25 juillet 2012, Oscar s'engage dans le club londonien de Chelsea, pour une somme d'environ 32 millions d'euros. Le 19 septembre 2012, pour sa première titularisation, il s'illustre lors d'un match de Ligue des champions contre la Juventus, où il inscrit notamment un doublé en deux minutes. Le 7 novembre 2012, lors de la quatrième journée de la Ligue des champions de l'UEFA contre le FC Shakhtar Donetsk, il marque un but de plus de quarante mètres, après la sortie hasardeuse d'Andrei Pyatov. Le 14 février 2013, lors des seizièmes de finale de la Ligue Europa contre le Sparta Prague où il était sur le banc, il marque le but de la victoire quelques secondes après être entré sur le terrain. Lors de la saison 2012-2013, Oscar est le joueur qui a joué le plus de matchs au monde avec 64 en club et 12 en sélection.
L'arrivée de José Mourinho lors de l'été 2013 voit Oscar être replacé à son poste de prédilection dans l'axe, où il démontre ses qualités de passes et son aptitude à bien se placer pour pouvoir se mettre en position de tir.
Il ouvre d'ailleurs son compteur de buts avec Chelsea lors de la première journée face à Hull City, marquant également, en cette occasion, le premier but de Chelsea pour cette saison en compétition officielle.
Avec le retour de Didier Drogba à Chelsea, il accepte de lui "rendre" son n°11 fétiche et récupère le n°8 laissé vacant par Frank Lampard pour la saison 2014-2015. En mars, Chelsea remporte la finale de la Coupe de la ligue contre Tottenham. Le 11 mars 2015, lors du match retour des huitièmes de finale de la Ligue des champions contre le Paris Saint-Germain, il est critiqué sur internet pour sa simulation à la suite d'un tacle de Zlatan Ibrahimović qui vaudra à ce dernier son exclusion du match par un carton rouge direct,. En avril 2015, il est annoncé à la Juventus dans le cadre d'un échange avec Paul Pogba. Son compatriote et coéquipier, Ramires est lui aussi annoncé dans la transaction dixit les presses anglaises et italiennes. Néanmoins, son entraîneur José Mourinho affirme que le Brésilien n'est pas à vendre. Il se blesse contre Arsenal lors d'un violent choc avec le gardien des Gunners David Ospina qui lui heurte la tête mais son état n'est pas préoccupant.

### Shanghai Port (2017-2024)
Le 23 décembre 2016, Oscar s'engage en faveur du club chinois du Shanghai Port pour un montant non dévoilé mais que la presse anglaise estime alors à 70 millions d'euros. Son contrat lui permet de gagner 25 millions d'euros par an.
Le 7 février 2017, Oscar joue son premier match et ouvre le score durant un match de Ligue des champions de l'AFC contre le Sukhotai FC. Le Brésilien prend rapidement ses marques en Asie où il retrouve son meilleur niveau de jeu. Oscar attend le mois d'avril pour marquer sur penalty son premier but en championnat qui scelle une victoire 3-0 face au Hebei FC. Il se fait remarquer en juin pour un acte antisportif, en tirant sur plusieurs joueurs adverses avec le ballon. Son geste conduit à une bagarre générale qui verra deux joueurs expulsés sans que Oscar ne prenne de carton. Néanmoins, il est suspendu pour huit matchs par la fédération chinoise.
Le 3 mars 2018, en ouverture du championnat, Oscar réalise un triplé et délivre deux passes décisives contre le Dalian Professional pour une victoire 8-0.

### São Paulo (2025-)
Le 24 décembre 2024, Oscar revient dans son club formateur du São Paulo FC, quatorze ans après l'avoir quitté, en paraphant un contrat de trois ans,,. « Je suis heureux d’être de retour au Brésil et de pouvoir jouer pour São Paulo, qui est le club où j’ai commencé, où j’ai établi ma base et où j’ai grandi » déclare Oscar sur son transfert.

### Carrière internationale
Avec le Brésil, il remporte la Coupe du monde des moins de 20 ans 2011, inscrivant les trois buts de son équipe en finale face au Portugal. 
En septembre 2011, il est convoqué pour la première fois en équipe A du Brésil. Il marque son premier but avec la Seleção lors d'une défaite 4-3 contre l'Argentine le 9 juin 2012.
Cette même année 2012, il est sélectionné dans l'équipe brésilienne olympique pour les Jeux olympiques à Londres. Il réalise un bon tournoi en marquant notamment un but mais le Brésil s'incline en finale contre le Mexique (1-2),.
En 2013, à l'occasion de matches amicaux, il est buteur contre l'Italie (21 mars) puis contre la France (9 juin). 
Il est ensuite sélectionné pour la Coupe des confédérations 2013 que le Brésil remporte en battant l'Espagne en finale.
Un an plus tard, il est sélectionné pour la Coupe du monde au Brésil,.
Lors du match d'ouverture opposant le Brésil à la Croatie, Oscar marque le dernier but du match dans les arrêts de jeu.
En demi-finale, le Brésil s'incline 7 buts à 1 et Oscar marque dans les arrêts de jeu le seul but de son équipe.
Le 26 mars 2015, il marque le but de l'égalisation face à la France et le Brésil s'impose 3 buts à 1. 
À la suite de sa blessure contre Arsenal au mois d'avril, Oscar n'est pas retenu pour la Copa América 2015, Dunga déclare même qu'il est préférable de laisser le jeune joueur se reposer pour mieux entamer la prochaine saison.
Oscar perdra ensuite définitivement sa place en sélection à la suite de la baisse de ses performances avec Chelsea et de l'avènement de la nouvelle génération de Brésiliens. Son exil en Chine clôturera définitivement son aventure avec la Seleção.

## Statistiques

### Générales
| Saison                | Club                  | Championnat           | Championnat | Championnat | Championnat | Coupe nationale | Coupe nationale | Coupe nationale | Coupe de la Ligue | Coupe de la Ligue | Coupe de la Ligue | Supercoupe | Supercoupe | Supercoupe | Compétition(s) continentale(s) | Compétition(s) continentale(s) | Compétition(s) continentale(s) | Compétition(s) continentale(s) | Ligue régionale | Ligue régionale | Ligue régionale | Supercoupe UEFA/CONMEBOL | Supercoupe UEFA/CONMEBOL | Supercoupe UEFA/CONMEBOL | Mondial des clubs | Mondial des clubs | Mondial des clubs | Brésil | Brésil | Brésil | Total | Total | Total |
| Saison                | Club                  | Division              | M.          | B.          | P.d.        | M.              | B.              | P.d.            | M.                | B.                | P.d.              | M.         | B.         | P.d.       | Comp.                          | M.                             | B.                             | P.d.                           | M.              | B.              | P.d.            | M.                       | B.                       | P.d.                     | M.                | B.                | P.d.              | M.     | B.     | P.d.   | M.    | B.    | P.d.  |
| 2008                  | São Paulo FC          | Série A               | -           | -           | -           | -               | -               | -               | -                 | -                 | -                 | -          | -          | -          | CS                             | 1                              | 0                              | 0                              | -               | -               | -               | -                        | -                        | -                        | -                 | -                 | -                 | -      | -      | -      | 1     | 0     | 0     |
| 2009                  | São Paulo FC          | Série A               | 11          | 0           | 2           | -               | -               | -               | -                 | -                 | -                 | -          | -          | -          | CL                             | 1                              | 0                              | 0                              | 1               | 0               | 0               | -                        | -                        | -                        | -                 | -                 | -                 | -      | -      | -      | 13    | 0     | 2     |
| Sous-total            | Sous-total            | Sous-total            | 11          | 0           | 2           | -               | -               | -               | -                 | -                 | -                 | -          | -          | -          | -                              | 2                              | 0                              | 0                              | 1               | 0               | 0               | -                        | -                        | -                        | -                 | -                 | -                 | -      | -      | -      | 14    | 0     | 2     |
| 2010                  | SC Internacional      | Série A               | 5           | 0           | 0           | -               | -               | -               | -                 | -                 | -                 | -          | -          | -          | -                              | -                              | -                              | -                              | -               | -               | -               | -                        | -                        | -                        | 1                 | 0                 | 0                 | -      | -      | -      | 6     | 0     | 0     |
| 2011                  | SC Internacional      | Série A               | 26          | 10          | 5           | -               | -               | -               | -                 | -                 | -                 | -          | -          | -          | CL                             | 6                              | 3                              | 1                              | 11              | 0               | 3               | 1                        | 0                        | 0                        | -                 | -                 | -                 | 2      | 0      | 0      | 46    | 13    | 9     |
| 2012                  | SC Internacional      | Série A               | 5           | 1           | 1           | -               | -               | -               | -                 | -                 | -                 | -          | -          | -          | CL                             | 6                              | 1                              | 4                              | 9               | 4               | 7               | -                        | -                        | -                        | -                 | -                 | -                 | 4      | 1      | 1      | 24    | 7     | 13    |
| Sous-total            | Sous-total            | Sous-total            | 36          | 11          | 6           | -               | -               | -               | -                 | -                 | -                 | -          | -          | -          | -                              | 12                             | 4                              | 5                              | 20              | 4               | 10              | 1                        | 0                        | 0                        | 1                 | 0                 | 0                 | 6      | 1      | 1      | 76    | 20    | 22    |
| 2012-2013             | Chelsea FC            | PL                    | 34          | 4           | 5           | 7               | 2               | 2               | 5                 | 0                 | 1                 | -          | -          | -          | C1+C3                          | 6+9                            | 5+1                            | 1+0                            | -               | -               | -               | 1                        | 0                        | 0                        | 2                 | 0                 | 0                 | 16     | 5      | 5      | 80    | 17    | 14    |
| 2013-2014             | Chelsea FC            | PL                    | 33          | 8           | 2           | 3               | 2               | 0               | -                 | -                 | -                 | -          | -          | -          | C1                             | 10                             | 1                              | 4                              | -               | -               | -               | 1                        | 0                        | 0                        | -                 | -                 | -                 | 16     | 5      | 4      | 63    | 16    | 10    |
| 2014-2015             | Chelsea FC            | PL                    | 28          | 6           | 7           | 2               | 0               | 1               | 4                 | 1                 | 0                 | -          | -          | -          | C1                             | 7                              | 0                              | 0                              | -               | -               | -               | -                        | -                        | -                        | -                 | -                 | -                 | 7      | 1      | 0      | 48    | 8     | 8     |
| 2015-2016             | Chelsea FC            | PL                    | 27          | 3           | 3           | 4               | 3               | 1               | 1                 | 0                 | 0                 | 1          | 0          | 0          | C1                             | 7                              | 2                              | 1                              | -               | -               | -               | -                        | -                        | -                        | -                 | -                 | -                 | 3      | 0      | 0      | 43    | 8     | 5     |
| 2016-2017             | Chelsea FC            | PL                    | 9           | 0           | 1           | -               | -               | -               | 2                 | 0                 | 0                 | -          | -          | -          | -                              | -                              | -                              | -                              | -               | -               | -               | -                        | -                        | -                        | -                 | -                 | -                 | -      | -      | -      | 11    | 0     | 1     |
| Sous-total            | Sous-total            | Sous-total            | 131         | 21          | 19          | 16              | 7               | 4               | 12                | 1                 | 1                 | 1          | 0          | 0          | -                              | 39                             | 9                              | 6                              | -               | -               | -               | 2                        | 0                        | 0                        | 2                 | 0                 | 0                 | 42     | 11     | 9      | 245   | 49    | 39    |
| 2017                  | Shanghai SIPG         | CSL                   | 22          | 3           | 9           | 6               | 3               | 3               | -                 | -                 | -                 | -          | -          | -          | ACL                            | 12                             | 3                              | 2                              | -               | -               | -               | -                        | -                        | -                        | -                 | -                 | -                 | -      | -      | -      | 40    | 9     | 14    |
| 2018                  | Shanghai SIPG         | CSL                   | 29          | 12          | 18          | 3               | 0               | 1               | -                 | -                 | -                 | -          | -          | -          | ACL                            | 8                              | 4                              | 0                              | -               | -               | -               | -                        | -                        | -                        | -                 | -                 | -                 | -      | -      | -      | 40    | 16    | 19    |
| 2019                  | Shanghai SIPG         | CSL                   | 28          | 9           | 13          | 3               | 2               | 0               | -                 | -                 | -                 | 1          | 0          | 0          | ACL                            | 10                             | 3                              | 4                              | -               | -               | -               | -                        | -                        | -                        | -                 | -                 | -                 | -      | -      | -      | 42    | 14    | 17    |
| 2020                  | Shanghai SIPG         | CSL                   | 16          | 5           | 8           | 1               | 1               | 0               | -                 | -                 | -                 | -          | -          | -          | ACL                            | 6                              | 0                              | 2                              | -               | -               | -               | -                        | -                        | -                        | -                 | -                 | -                 | -      | -      | -      | 23    | 6     | 10    |
| 2021                  | Shanghai Port         | CSL                   | 22          | 5           | 11          | 3               | 0               | 4               | -                 | -                 | -                 | -          | -          | -          | -                              | -                              | -                              | -                              | -               | -               | -               | -                        | -                        | -                        | -                 | -                 | -                 | -      | -      | -      | 25    | 5     | 15    |
| 2022                  | Shanghai Port         | CSL                   | 3           | 1           | 1           | 2               | 1               | 1               | -                 | -                 | -                 | -          | -          | -          | -                              | -                              | -                              | -                              | -               | -               | -               | -                        | -                        | -                        | -                 | -                 | -                 | -      | -      | -      | 5     | 2     | 2     |
| 2023                  | Shanghai Port         | CSL                   | 30          | 9           | 11          | 2               | 0               | 0               | -                 | -                 | -                 | -          | -          | -          | ACL                            | 1                              | 0                              | 0                              | -               | -               | -               | -                        | -                        | -                        | -                 | -                 | -                 | -      | -      | -      | 33    | 9     | 11    |
| 2024                  | Shanghai Port         | CSL                   | 29          | 14          | 24          | 4               | 1               | 1               | -                 | -                 | -                 | 1          | 0          | 0          | ACL                            | 6                              | 1                              | 6                              | -               | -               | -               | -                        | -                        | -                        | -                 | -                 | -                 | -      | -      | -      | 40    | 16    | 31    |
| Sous-total            | Sous-total            | Sous-total            | 179         | 58          | 95          | 24              | 8               | 10              | -                 | -                 | -                 | 2          | 0          | 0          | -                              | 43                             | 11                             | 14                             | -               | -               | -               | -                        | -                        | -                        | -                 | -                 | -                 | -      | -      | -      | 248   | 77    | 119   |
| Total sur la carrière | Total sur la carrière | Total sur la carrière | 357         | 90          | 119         | 40              | 15              | 14              | 12                | 1                 | 1                 | 3          | 0          | 0          | -                              | 96                             | 24                             | 25                             | 21              | 4               | 10              | 3                        | 0                        | 0                        | 3                 | 0                 | 0                 | 48     | 12     | 10     | 583   | 146   | 179   |

### Buts internationaux
| 0     | Date | Lieu | Compétition | Résultat | Adversaire | Détail | Détail | Détail | Sél. |
| ----- | --- | --- | --- | --- | --- | --- | --- | --- | --- |
| 1er   | 9 juin 2012 | MetLife Stadium, East Rutherford, États-Unis                                                                                        | Match amical | P 4-3 | Argentine | 56e | du pied droit | 2-2 | 6e |
| 2e    | 10 septembre 2012 | Estádio do Arruda, Recife, Brésil                                                                                                   | Match amical | V 8-0 | Chine | 76e | s.p du pied droit | 8-0 | 9e |
| 3e    | 11 octobre 2012 | Swedbank Stadion, Malmö, Suède | Match amical | V 6-0 | Irak | 22e | du pied droit | 1-0 | 10e |
| 4e    | 11 octobre 2012 | Swedbank Stadion, Malmö, Suède | Match amical | V 6-0 | Irak | 27e | du pied droit | 2-0 | 10e |
| 5e    | 21 mars 2013 | Stade de Genève, Lancy, Suisse | Match amical | N 2-2 | Italie | 42e | du pied droit | 0-2 | 14e |
| 6e    | 9 juin 2013 | Arena do Grêmio, Porto Alegre, Brésil                                                                                               | Match amical | V 3-0 | France | 54e | du pied droit | 1-0 | 17e |
| 7e    | 12 octobre 2013 | Stade de la Coupe du monde, Séoul, Corée du Sud                                                                                     | Match amical | V 0-2 | Corée du Sud | 49e | du pied gauche | 0-2 | 25e |
| 8e    | 15 octobre 2013 | Stade national, Pékin, Chine | Match amical | V 2-0 | Zambie | 59e | du pied droit | 1-0 | 26e |
| 9e    | 5 mars 2014 | FNB Stadium, Johannesbourg, Afrique du Sud                                                                                          | Match amical | V 0-5 | Afrique du Sud | 10e | du pied droit | 0-1 | 29e |
| 10e   | 12 juin 2014 | Arena de São Paulo, São Paulo, Brésil                                                                                               | Premier tour de la Coupe du monde 2014                                                                                              | V 3-1 | Croatie | 90+1e | du pied droit | 3-1 | 32e |
| 11e   | 8 juillet 2014 | Mineirão, Belo Horizonte, Brésil | Demi-finale de la Coupe du monde 2014                                                                                               | P 1-7 | Allemagne | 90e | du pied droit | 1-7 | 37e |
| 12e   | 26 mars 2015 | Stade de France, Saint-Denis, France                                                                                                | Match amical | V 1-3 | France | 40e | du pied gauche | 1-1 | 45e |
| Total | 12 buts (10 du pied droit et 2 du pied gauche), dont 1 penalty, en 48 sélections entre le 14 septembre 2011 et le 18 novembre 2015. | 12 buts (10 du pied droit et 2 du pied gauche), dont 1 penalty, en 48 sélections entre le 14 septembre 2011 et le 18 novembre 2015. | 12 buts (10 du pied droit et 2 du pied gauche), dont 1 penalty, en 48 sélections entre le 14 septembre 2011 et le 18 novembre 2015. | 12 buts (10 du pied droit et 2 du pied gauche), dont 1 penalty, en 48 sélections entre le 14 septembre 2011 et le 18 novembre 2015. | 12 buts (10 du pied droit et 2 du pied gauche), dont 1 penalty, en 48 sélections entre le 14 septembre 2011 et le 18 novembre 2015. | 12 buts (10 du pied droit et 2 du pied gauche), dont 1 penalty, en 48 sélections entre le 14 septembre 2011 et le 18 novembre 2015. | 12 buts (10 du pied droit et 2 du pied gauche), dont 1 penalty, en 48 sélections entre le 14 septembre 2011 et le 18 novembre 2015. | 12 buts (10 du pied droit et 2 du pied gauche), dont 1 penalty, en 48 sélections entre le 14 septembre 2011 et le 18 novembre 2015. | 12 buts (10 du pied droit et 2 du pied gauche), dont 1 penalty, en 48 sélections entre le 14 septembre 2011 et le 18 novembre 2015. |

## Palmarès

### En club
|  |  | SC Internacional - Championnat Gaucho - Champion : 2011 et 2012. - Recopa Sudamericana - Vainqueur : 2011. |  | Chelsea FC - Premier League - Champion : 2015 et 2017. - Coupe de la Ligue anglaise - Vainqueur : 2015. - Ligue Europa - Vainqueur : 2013. - Supercoupe de l'UEFA - Finaliste : 2012 et 2013. - Coupe du monde des clubs - Finaliste : 2012. |  | Shanghai Port - Chinese Super League - Champion : 2018, 2023 et 2024. - Vice-champion : 2017 et 2021. - Supercoupe de Chine - Vainqueur : 2019. - Finaliste : 2024. - Coupe de Chine - Vainqueur : 2024. - Finaliste : 2017 et 2021. |

### En équipe nationale
| Brésil -20 ans - Championnat de la CONMEBOL des moins de 20 ans - Vainqueur : 2011 (en). - Coupe du monde des moins de 20 ans - Vainqueur : 2011. |  | Brésil olympique - Jeux olympiques - Médaille d'argent : 2012. |  | Brésil - Coupe des confédérations - Vainqueur : 2013. |

### Distinctions personnelles
- Meilleur passeur du championnat de Chine en 2018 (18 passes décisives), 2019 (13 passes décisives) et 2021 (11 passes décisives).